# 蘇格蘭縣 (北卡羅萊納州)
蘇格蘭縣（英語：Scotland County）是美國北卡羅萊納州南部的一個縣，西南鄰南卡羅萊納州。面積830平方公里。根据美國2000年人口普查，共有人口35,998人。縣治勞林堡 (Laurinburg)。
成立於1899年2月20日，縣名來自蘇格蘭。
34°50′N 79°29′W / 34.84°N 79.48°W